# Januszkowice (województwo dolnośląskie)
Januszkowice – wieś w Polsce położona w województwie dolnośląskim, w powiecie wrocławskim, w gminie Długołęka.

## Podział administracyjny
W latach 1954–1959 wieś należała i była siedzibą władz gromady Januszkowice, po jej zniesieniu w gromadzie Dobra. W latach 1975–1998 miejscowość administracyjnie należała do województwa wrocławskiego.

## Zabytki
Do wojewódzkiego rejestru zabytków wpisane są:
- kościół ewangelicki, obecnie kościół NMP Królowej Polski w  Januszkowicach, parafialny, należący do dekanatu Oleśnica zachód, z 1841 r., 1890 r., lat 1933-1936
- dwór, ul. Brzozowa 12, dawniej nr 23, z XVI-XX w.

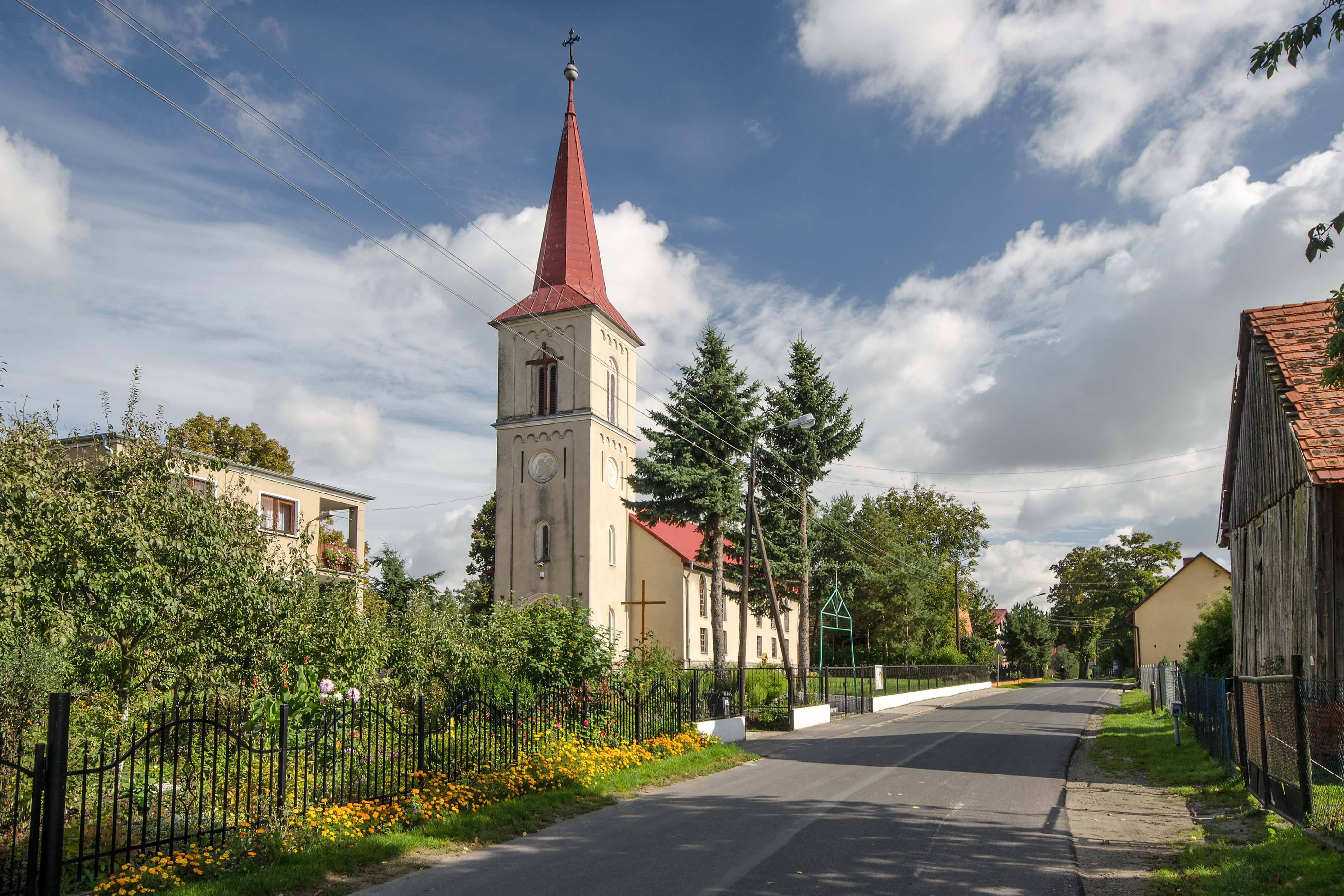
Kościół NMP
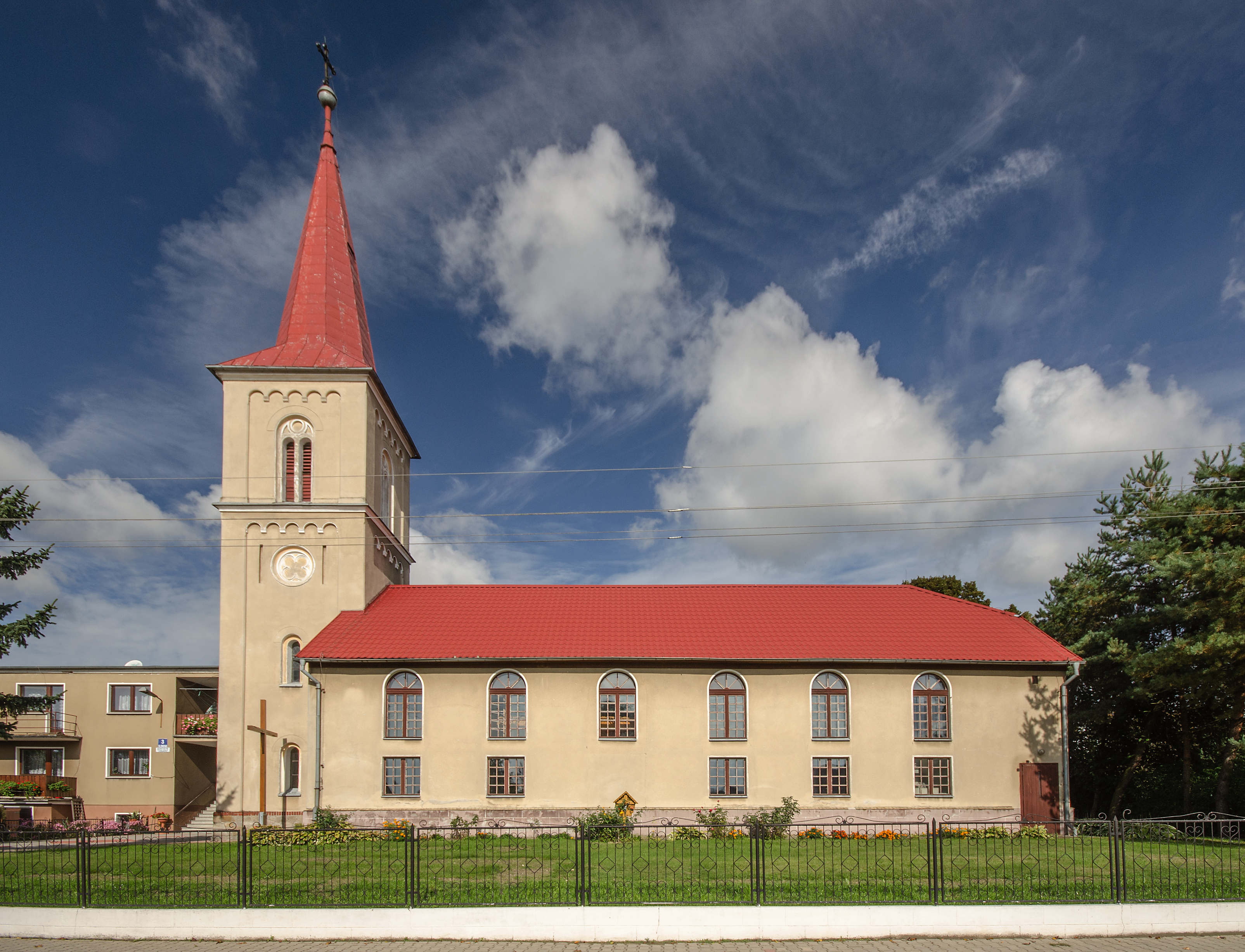
Kościół NMP